# Gédéon de Forceville
Gédéon de Forceville, né le 12 février 1799 à Saint-Maulvis (Somme), et mort à Amiens le 30 janvier 1886, est un sculpteur français.

## Biographie
Issu d'une ancienne famille picarde de propriétaires terriens, Gédéon de Forceville travailla dans une étude d'avoué et de notaire d'Amiens et épousa en 1828, Eléonore Duvette, fille d'un banquier amiénois. Il devint ainsi l'associé de son beau-père jusqu'en 1846, année où il fut nommé juge au Tribunal de commerce. Il se consacra à la sculpture sur le tard et débuta au Salon de 1845, obtenant une médaille de troisième classe.
Il se plut à statufier les grands hommes de Picardie et ses œuvres, souvent majestueuses, sont visibles dans différents lieux de la ville d'Amiens. Il cessa son activité artistique en 1880. Il fut membre de la Société des antiquaires de Picardie et de l'Académie des sciences, des lettres et des arts d'Amiens. Il habitait à Amiens dans un hôtel particulier construit dans les années 1840 qui a été démoli en juillet 2012.
Son œuvre la plus célèbre est le Monument des Illustrations picardes (1874), réédifié sur la place du Maréchal Joffre à Amiens en 1962. C'est un hymne à la Picardie, à son histoire et à ses grands hommes.
Il est inhumé au cimetière de La Madeleine d'Amiens.

## Œuvres

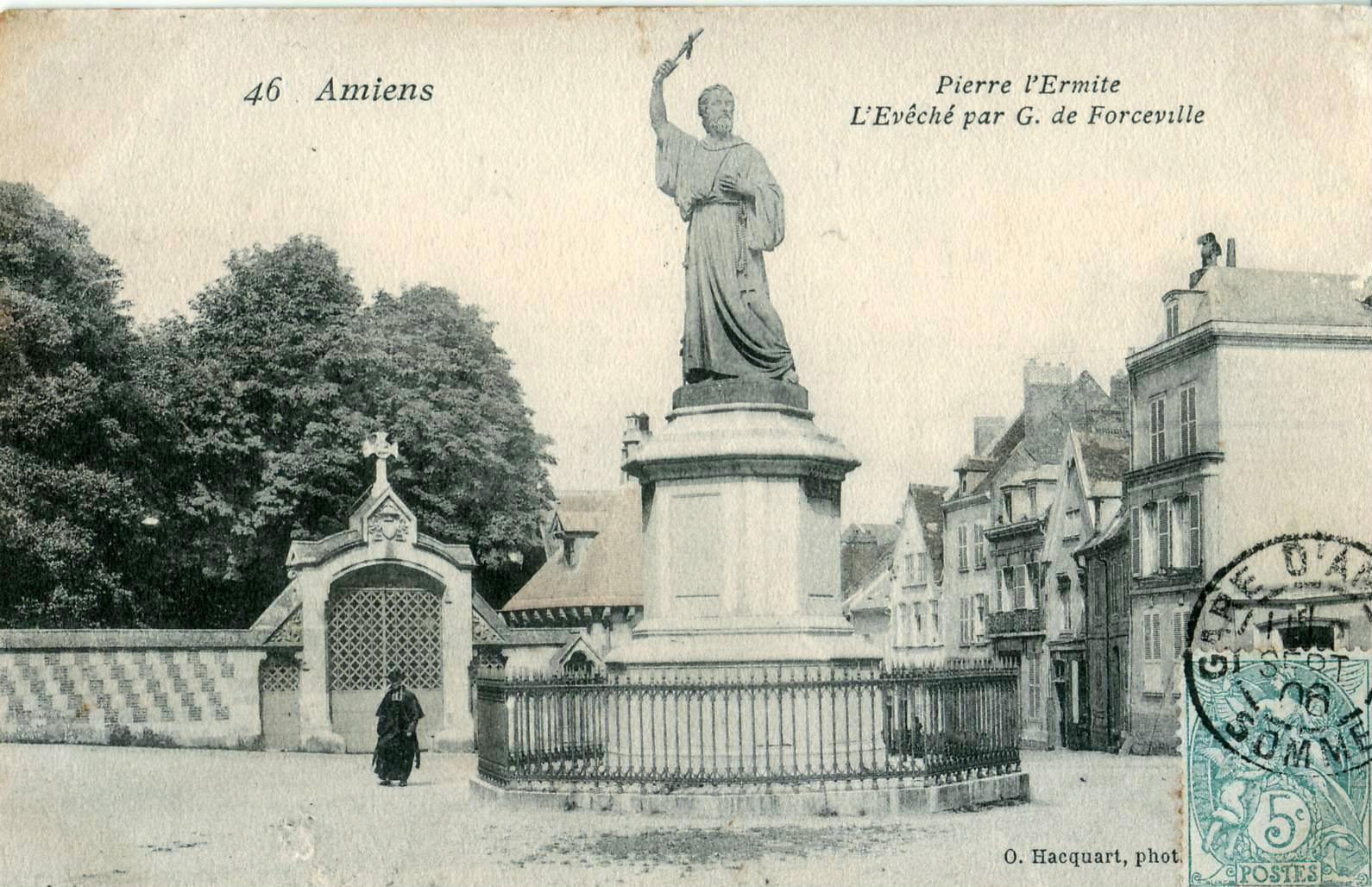
Monument à Pierre l'Ermite (1854), dans les années 1900.

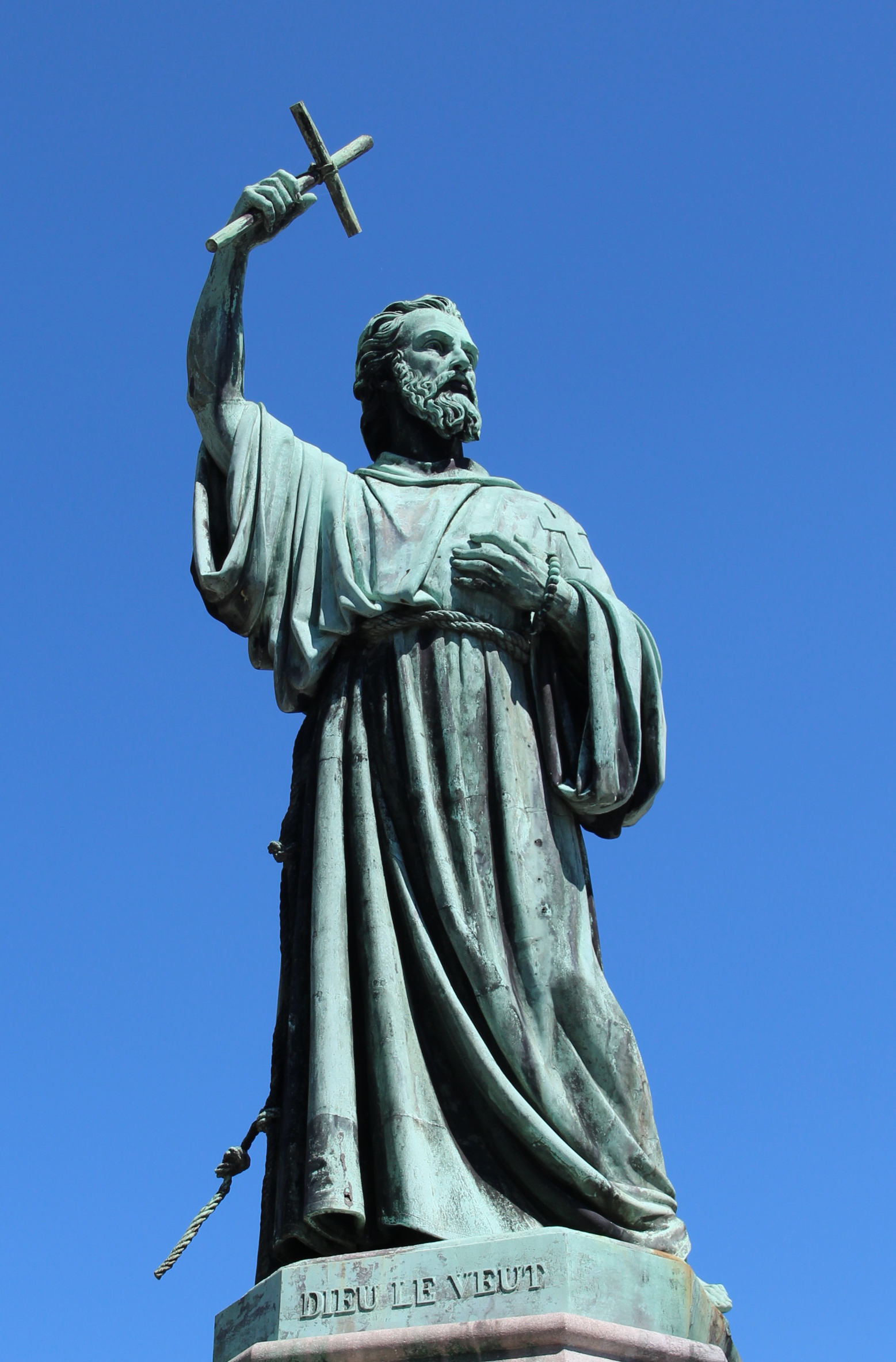
Détail du Pierre l'Ermite (1854), place Saint Michel, Amiens.

On peut noter, parmi les œuvres de G. de Forceville :
- Vénus céleste, Salon de 1845.
- Delambre, astronome, Salon de 1845.
- Nicolas Blasset, statuaire et architecte d’Amiens, buste, Salon de 1846.
- Un premier chagrin, Salon de 1847.
- L’Enfant heureux, Salon de 1849.
- Le Poète Gresset, Salon de 1850, statue en marbre offerte par Forceville-Duvette à l’Académie d’Amiens, inaugurée en 1851 à Amiens. Un exemplaire de la réduction en biscuit de Sèvres et conservé à la Comédie-Française à Paris.
- Le petit Pêcheur napolitain, Salon de 1853.
- Pierre l'Ermite, inauguré en 1854[notes 2], bronze, Amiens[5].
- Buste de Frédéric Lagrenie, juge au tribunal de la Seine, 1856, musée de Picardie.
- Buste de Jean Baptiste Grégoire Barbier, Salon de 1857, musée de Picardie.
- Buste de M. Porion, député, 1859.
- L’Abbé Charles François Lhomond, 1860, marbre[5], cour d'honneur de l'ancienne abbaye Saint-Jean-des-Prémontrés d'Amiens.
- Boucher de Perthes, Salon de 1864, buste en marbre, Abbeville (Somme), plâtre au musée Boucher-de-Perthes.
- Masaniello, Salon de 1865.
- Buste de M. Duméril, naturaliste, Salon de 1866.
- La Chasse, Salon de 1868.
- Odalisque surprise, Salon de 1869.
- Sainte Cécile, Salon de 1869.
- Monument des Illustrations picardes à Amiens, Salon de 1870[7], érigé en 1962.
- Jeune fille, Salon de 1874.
- Portrait de M. Gribeauval, Salon de 1875, médaillon en bronze.
- Saint Geoffroy, évêque d’Amiens, Salon de 1880, buste en plâtre.

## Hommages
- Jules Verne, Une ville idéale : Amiens en l’an 2000, discours à l’Académie des sciences, belles-lettres et arts d’Amiens, 12 décembre 1875.
- Le sculpteur Athanase Fossé a réalisé un médaillon en bronze représentant le portrait de face de Gédéon de Forceville sur la tombe familiale au cimetière de La Madeleine d'Amiens.